# 20 km (rejon bagrationowski)
20 km (ros. 20 км) – przystanek kolejowy przy osiedlu dacz, w pobliżu miejscowości Siergiejewo, w rejonie bagrationowskim, w obwodzie królewieckim, w Rosji. Położony jest na linii Królewiec – Bagrationowsk.